# Бадминтон на Маккабиаде 2013
Соревнования по Бадминтону на Маккабиаде 2013 прошли с 21 июля по 23 июля в одиночном и парном разрядах. Возрастная категория: юниоры, открытые соревнования.
Было разыграно 10 комплектов наград, по 5 в каждой возрастной категории. Соревнования прошли во дворце спорта города Модиин.

## Участники соревнований
В соревнованиях участвовали представители 9 стран:
 Беларусь,  Великобритания,  Эстония,  Индия,  Израиль,  Италия,  Литва,  Россия,  США

## Медали (Общий зачёт)
- В таблице учитываются случаи, когда в парном разряде играют в одной паре спортсмены из разных стран. Медали добавляются в статистику Смешанной команды

| Общее количество медалей |                   |        |         |        |       |
| Место                    | Страна            | Золото | Серебро | Бронза | Всего |
| 1                        | Израиль           | 8      | 7       | 12     | 27    |
| 2                        | США               | 2      | 2       | 3      | 7     |
| 3                        | Литва             | 0      | 1       | 0      | 1     |
| 4                        | Смешанная команда | 0      | 0       | 2      | 2     |
| 5                        | Беларусь          | 0      | 0       | 1      | 1     |
| 6                        | Гвинея-Бисау      | 0      | 0       | 1      | 1     |
| 7                        | Великобритания    | 0      | 0       | 1      | 1     |

## Открытые соревнования

### Медали (Общий зачёт)
- Соревнования за 3-е место не проводились и бронзовые медали вручались спортсменам выбывших в полуфинале.
  - В таблице учитываются случаи, когда в парном разряде играют в одной паре спортсмены из разных стран. Медали добавляются в статистику Смешанной команды.

| Общее количество медалей |                   |        |         |        |       |
| Место                    | Страна            | Золото | Серебро | Бронза | Всего |
| 1                        | Израиль           | 4      | 3       | 3      | 11    |
| 2                        | США               | 1      | 1       | 3      | 5     |
| 3                        | Литва             | 0      | 1       | 0      | 1     |
| 5                        | Смешанная команда | 0      | 0       | 2      | 2     |
| 4                        | Беларусь          | 0      | 0       | 1      | 2     |
| 5                        | Гвинея-Бисау      | 0      | 0       | 1      | 2     |

### Мужчины
| Дисциплина           | Золото                              | Серебро                                 | Бронза                                                               | Бронза                                   |
| Личное первенство    | Израиль Миша Зильберман             | Литва Алан Плавин                       | Беларусь Алексей Конак                                               | Израиль Ариель Шинский                   |
| Командное первенство | Израиль · Алекс Басс · Лиор Кройтер | Израиль · Матан Зискинд · Илья Шнайдман | Смешанная команда · Израиль Миша Зильберман · Беларусь Алексей Конак | Израиль · Итай Элазар · Владислав Числов |

### Женщины
| Дисциплина           | Золото                            | Серебро                              | Бронза                                                                   | Бронза                          |
| Личное первенство    | Израиль Алина Пугач               | США Шаннон Поль                      | Гвинея-Бисау Рахель Хиршлер                                              | США Марриса Леви                |
| Командное первенство | США · Шаннон Поль · Ребека Радфар | Израиль · Алина Пугач · Ротем Романо | Смешанная команда · Гвинея-Бисау Рахель Хиршлер · Чехия Клара Климентова | США · Марисса Леви · Сузан Грин |

### Смешанные пары
| Дисциплина           | Золото                                          | Серебро                            | Бронза                               | Бронза                                     |
| Командное первенство | Израиль · Светлана Зильберман · Миша Зильберман | Израиль · Алина Пугач · Леон Пугач | Израиль · Ротем Романо · Афик Асулин | США · Ребека Радфар · Даниель Бердичевский |

## Юниоры

### Медали (Общий зачёт)
- Соревнования за 3-е место не проводились и бронзовые медали вручались спортсменам выбывших в полуфинале.
  - В таблице учитываются случаи, когда в парном разряде играют в одной паре спортсмены из разных стран. Медали добавляются в статистику обеих стран.

| Общее количество медалей |                |        |         |        |       |
| Место                    | Страна         | Золото | Серебро | Бронза | Всего |
| 1                        | Израиль        | 4      | 4       | 9      | 17    |
| 2                        | США            | 1      | 1       | 0      | 2     |
| 3                        | Великобритания | 0      | 0       | 1      | 1     |

### Мужчины
| Дисциплина           | Золото                               | Серебро                               | Бронза                                | Бронза                                       |
| Личное первенство    | Израиль Даниель Числов               | Израиль Даниель Бедрак                | Израиль Бен Бар Давид                 | Израиль Яков Перлов                          |
| Командное первенство | Израиль · Даниель Чслов · Иони Шилон | Израиль · Шони Шварцман · Яков Петров | Израиль · Бен Бар Давид · Омер Дегани | Великобритания · Давид Гарсия · Аарон Миллер |

### Женщины
| Дисциплина           | Золото                                 | Серебро                           | Бронза                                | Бронза                                 |
| Личное первенство    | США Николь Фревольд                    | Израиль Дана Кугель               | Израиль Ади Рудинская                 | Израиль Авия Гохберг                   |
| Командное первенство | Израиль · Дана Кугель · Яна Молодецкая | США · Николь Фревольд · Шопи Дойч | Израиль · Лилах Шнайдман · Рита Лурье | Израиль · Авия Гохберг · Ади Рудинская |

### Смешанные пары
| Дисциплина           | Золото                                 | Серебро                              | Бронза                                      | Бронза                                  |
| Командное первенство | Израиль · Дана Кугель · Даниель Числов | Израиль · Ади Рудинский · Иони Шилон | Израиль · Лилах Шнайдман · Эйтан Розенштейн | Израиль · Авия Гохберг · Даниель Бедрак |

## Интересные факты
Светлана Зильберман (Белясова) — 3 призёр чемпионата Европы 1986 года и 17-кратная чемпионка СССР, тренер сборной Израиля, чемпион Европы и мира среди ветеранов и её сын Миша Зильберман, участник Олимпиады 2012, сыграли в финале в разряде смешанных пар.